# Penny Vincenzi
Penny Vincenzi, született Penelope Hannford (Bournemouth, 1939. április 10. – 2018. február 25.) brit regényíró.

## Művei
- Old Sins (1989)
- Wicked Pleasures (1992)
- Botrányos szerelem (An Outrageous Affair) (1993); ford. Horváth Beatrix
- Teljesen más nő (Another Woman) (1994); ford. Erdő Orsolya
- Forbidden Places (1995)
- The Dilemma (1996)
- Váratlan szerencse (Windfall) (1997); ford. Palásthy Ágnes
- Kettős árulás (Almost a Crime) (1999); ford. H. Prikler Renáta
- Lázas évek (No Angel) (2000); ford. Palásthy Ágnes
- Viharos évek (Something Dangerous) (2001); ford. Palásthy Ágnes
- Csábító évek (Into Temptation) (2002); ford. Palásthy Ágnes
- Fájdalmas titkok (Sheer Abandon) (2005); ford. Palásthy Ágnes
- An Absolute Scandal (2007)
- Boldog idők (The Best of Times) (2009); ford. Palásthy Ágnes
- A döntés (The Decision) (2011); ford. Palásthy Ágnes
- Szépséges örökség (A Perfect Heritage) (2014); ford. Palásthy Ágnes
- A Question of Trust (2017)

## Magyarul
- Teljesen más nő; ford. Erdő Orsolya; Alexandra, Pécs, 1997
- Bűnös örömök; ford. H. Prikler Renáta; Alexandra, Pécs, 1999
- Kettős árulás. A látszat néha csal; ford. H. Prikler Renáta; Alexandra, Pécs, 2005
- Botrányos szerelem; ford. Horváth Beatrix; Alexandra, Pécs, 2006
- Váratlan szerencse; ford. Palásthy Ágnes; Alexandra, Pécs, 2007
- Fájdalmas titkok; ford. Palásthy Ágnes; Alexandra, Pécs, 2007
- Lázas évek; ford. Palásthy Ágnes; Alexandra, Pécs, 2009
- Világraszóló botrány; ford. Palásthy Ágnes; Alexandra, Pécs, 2009
- Viharos évek; ford. Palásthy Ágnes; Alexandra, Pécs, 2010
- Csábító évek. A "Viharos évek" című bestseller folytatása; ford. Palásthy Ágnes; Alexandra, Pécs, 2011
- A döntés; ford. Palásthy Ágnes; Alexandra, Pécs, 2013
- Szépséges örökség; ford. Palásthy Ágnes; Alexandra, Pécs, 2015
- Boldog idők; ford. Palásthy Ágnes; Alexandra, Pécs, 2016